# Thierry Ménissier
 (juin 2019).
Si vous disposez d'ouvrages ou d'articles de référence ou si vous connaissez des sites web de qualité traitant du thème abordé ici, merci de compléter l'article en donnant les références utiles à sa vérifiabilité et en les liant à la section « Notes et références ».
Pour les articles homonymes, voir Ménissier.
Thierry Ménissier est un philosophe français, spécialisé en philosophie politique et en histoire des idées.

## Éléments biographiques
Il est né le 29 août 1964 à Saint-Dizier en Haute-Marne.
Après des études à la Sorbonne, il est reçu à l'agrégation de philosophie en 1990. Titulaire d'un DEA d'histoire et de philosophie des sciences de l'Université Paris 1 Panthéon-Sorbonne, il a obtenu en 2000 un doctorat de l'École des hautes études en sciences sociales (Centre de recherches politiques Raymond Aron, Paris) en « études politiques », puis en 2008 une Habilitation à diriger les recherches en science politique (Institut d'études politiques de Grenoble).
Il a d'abord été enseignant dans le secondaire (1989-2002) puis maître de conférences au Département de philosophie de l'Université Pierre Mendès France Grenoble 2 (2002-2011). Depuis janvier 2012 il occupe un poste de professeur de philosophie "Sciences humaines et innovation" à l' Université Grenoble Alpes et fait partie de l'équipe de recherche Philosophie, Pratiques & Langages (EA 3699) où il anime l'axe "Philosophie pratique". Il a successivement occupé divers mandats et assumé plusieurs fonctions au sein de l'Université : membre élu du Conseil Scientifique de l'Université Stendhal - Grenoble III puis du Conseil d'Administration de l'Université Pierre Mendès France - Grenoble 2, membre élu du collège A du Pôle de recherche SHS de la COMUE de l’Université Grenoble Alpes, Directeur du pôle grenoblois de l’École Doctorale n°487 "Philosophie : Histoire, Représentations, Création" (PHCR), Vice-président chargé de la valorisation de la recherche au sein de l'Université Pierre Mendès France - Grenoble 2. Il est actuellement vice-président chargé du développement de la recherche en sciences humaines et sociales au sein la Vice-Présidence Recherche de l'Université Grenoble Alpes.
Il a donné plusieurs leçons à l'Université de tous les savoirs-Lycée disponibles sur Canal-U. De 2005 à 2014 il a présidé la Société Alpine de Philosophie, association Loi de 1901 fondée en 1952 par le philosophe Théodore Ruyssen. À ce titre il est cofondateur en 2010 des Rencontres Philosophiques d'Uriage.

## Recherches
Les travaux de Thierry Ménissier ont d'abord été consacrés à l'étude de la pensée de Machiavel et des auteurs du XVIe siècle (les Monarchomaques, Montaigne, Guicciardini) dont les oeuvres sont envisagées comme des discours centrés sur la conscience de la rupture historique et comme des tentatives de redéfinition de la vertu civique. Il s'est particulièrement attaché à saisir la manière dont la pensée de Machiavel, par sa référence à l'ethos civil et religieux des Romains, opérait une rupture en matière d'anthropologie politique : grâce à l'hypothèse de l'hybridation des natures humaines et animales se dessine ce que Thierry Ménissier nomme la "politique du centaure". Il s'est également consacré à l'étude de la postérité du machiavélisme dans la culture politique occidentale. Une des hypothèses de cette lecture concerne l'interprétation du rapport entre "fortune" et "vertu" :  Machiavel a défendu une ontologie et une épistémologie originales, en mettant l'accent sur le primat irréductible de la première sur la seconde, postulat que toute la science moderne conteste et veut démentir.  
Ses travaux concernent ensuite le rapport entre démocratie et république aujourd'hui, en fonction du contexte contemporain de la fin des grandes idéologies, de la crise de l’État-nation et de l'essor de la globalisation. Thierry Ménissier émet l'hypothèse que les catégories héritées de la modernité sont en voie de péremption malgré le fait qu'elles constituent encore la grammaire de nos relations politiques. Il propose également de lire la montée du paradigme libéral de l'intérêt dans le cadre de la sécularisation. Il s'agit alors de repenser le républicanisme en fonction de sa tradition théorique (depuis Machiavel) et en regard des défis contemporains ; ce qui conduit d'une part à redéfinir l'intérêt général, d'autre part à préciser le sens de la notion de corruption, amené à se transformer dans les républiques "d'après la vertu".
Plus récemment, Thierry Ménissier interroge la manière dont les technologies et l’esprit d’innovation, typiques des sociétés contemporaines, renouvellent les usages et les concepts modernes. Cette recherche s’inscrit dans une dimension épistémologique, où il s'agit de définir ce que signifie innover à la fois en regard de la logique de la découverte technique et scientifique et dans le contexte de notre patrimoine d'idées héritées. En assumant l'hypothèse paradoxale selon laquelle l'innovation représente un concept post-progressiste, penser philosophiquement l'innovation implique qu'on la constitue comme un paradigme à part entière, c'est-à-dire comme une interprétation originale de l'action humaine et de l'histoire. Dans une telle perspective, cette recherche vise à définir certaines thématiques en regard de la reconstitution de l'espace public, telles que la mobilité, la santé et la société de la connaissance. Cette recherche s'effectue en relation avec les acteurs de l'innovation, dans une démarche qui peut modifier la position de la philosophie par rapport à son objet d'étude [Ménissier, article dans la revue Klesis 2011]. Elle propose  un dialogue avec les autres savoirs de l'innovation (sciences humaines et sociales, ingénierie et design). Thierry Ménissier est cofondateur de l'expérience pédagogique intitulée Le Labo des Possibles, développée dans le cadre du programme Promising de l'Université Grenoble Alpes (Investissements d'Avenir, IDEFI n° ANR-11-IDEFI-0031).
Thierry Ménissier s'avoue redevable des apports épistémologiques et théoriques proposés par Fabienne Martin-Juchat, anthropologue des émotions et du mouvement, souvent citée et remerciée dans ses productions, avec laquelle il dialogue depuis la fin des années 2000. Ce compagnonnage se décline par des expérimentations, des conférences et des publications communes. Ces apports concernent deux dimensions : le plan du vécu corporel de l'expérience humaine et le statut ontologique du hasard, l'une et l'autre étant considérées par les deux chercheurs à la fois comme capitales et non entendues par la science sociale au niveau où elles devraient l'être. Leur prise en compte introduit un double approfondissement dans le travail de Thierry Ménissier, le premier concernant le rôle des émotions dans la dynamique des collectifs, le second la volonté d'intégrer l'improvisation (particulièrement sous forme d'"improvisation kinésique") et l'abduction pour comprendre les transformations des organisations. Dans les deux cas, la pratique et la théorie se trouvent rapprochées. Une des créations de cette nouvelle manière de procéder est le jeu sérieux Be Human in the Chaos que les deux auteurs ont inventé en 2016 et déposé au nom de l'Université Grenoble Alpes et qu'ils expérimentent régulièrement avec des collectifs.

## Œuvres

### Ouvrages en nom propre
- Éros philosophe : Une interprétation philosophique du Banquet de Platon (traduction du Banquet suivie d'un essai interprétatif), Paris, Éditions Kimé, coll. « Philosophie Épistémologie », 1996, 155 p.
- Machiavel, la politique et l'histoire. Enjeux philosophiques, Paris, P.U.F., collection « Fondements de la politique », 2001, 270 p. [Ouvrage issu de la thèse de doctorat].
- Le vocabulaire de Machiavel, Paris, Éditions Ellipses, coll. "Vocabulaire de...", 2002, 62 p.
- Éléments de philosophie politique, Paris, Éditions Ellipses, "Hors collection", 2005, 223 p.  (ISBN 978-2729825027)
- Machiavel ou la politique du Centaure, Paris, Éditions Hermann, « Hermann philosophie », 2010, 548 p.  (ISBN 978-2-7056-6949-2)
- La Liberté des contemporains. Pourquoi il faut rénover la République, Grenoble, P.U.G., 2011, 277 p.  (ISBN 978-2-7061-1691-9)
- Machiavel. Ombres et lumières du politique, Paris, Éditions Ellipses, collection « Aimer les philosophes », 2017, 214 p.  (ISBN 978-2340-015685)
- Philosophie de la corruption, Paris, Éditions Hermann, 2018, 177 p.  (ISBN 978-2-7056-9526-2)
- Innovations. Une enquête philosophique, Paris, Éditions Hermann, 2021, 279 p.

### Direction d'ouvrages et de dossiers d'articles
- Machiavel. Le Prince ou le nouvel art politique, P.U.F., collection « Débats philosophiques », 2001, 250 p. (codirection avec Y.C. Zarka).
- L'idée de contrat social. Genèse et crise d'un modèle philosophique, Paris, Ellipses Marketing, collection « Philo », 2004, 172 p. (codirection avec J.-P. Cléro).
- L'idée d'empire dans la pensée politique, historique, juridique et philosophique, Paris, L'Harmattan, collection « La Librairie des Humanités », 2006, 280 p.
- Lectures de Machiavel, Paris, Ellipses-Marketing, 2006 (codirection avec M. Gaille-Nikodimov), 368 p.
- Les nations, renouvellement ou déclin ? Identités nationales et réécritures de l'histoire, revue Cités, n°29, février 2007 (codirection avec C. Ion), p. 9-116.
- La corruption, un concept philosophique et politique chez les Anciens et les Modernes, revue Anabases. Traditions et réception de l'Antiquité, n°6-2007, p. 11-98, introduction accessible à l'adresse : http://anabases.revues.org/3284
- Sensibilité et nature humaine chez Locke et Rousseau, Annales Jean-Jacques Rousseau, n°50/2012, p. 11-182 (codirection avec J.-L. Guichet).
- Scepticismes en politique, revue Éthique, Politique, Religions, n°5-automne 2014 (codirection avec K. Laborie), accessible à l'URL http://www.classiques-garnier.com/editions-tabmats/RetMS05_tabmat.pdf.
- Droits de l’Homme et démocratie dans l’espace européen, revue Klesis, n°29 / 2014, accessible à l'URL http://www.revue-klesis.org/numeros.html#d29.

### Sélection d'articles
- « Philosophie politique et anthropologie de la férocité », Raisons politiques, no 9,‎ février 2003, p. 19-31.
- « L'usage civique de la notion de corruption selon le républicanisme ancien et moderne », Anabases. Traditions et réception de l'Antiquité, no 6,‎ 2007, p. 83-98 (lire en ligne)
- « Culture et identité. Une critique philosophique de la notion d'appartenance culturelle », Le Portique, n°5-2007, accessible à l’adresse :  "http://leportique.revues.org/document1387.html.
- « Un traité politique pour nos nouvelles civilités. Une lecture de La Contre-démocratie de Pierre Rosanvallon », Critique, n°731, avril 2008, p. 259-274.
- « Recomposer l’intérêt général. Un essai de théorie normative en réponse à la crise du républicanisme classique », Dissensus, Université de Liège, n°2/2009, p. 178-199, accessible à l'adresse : http://popups.ulg.ac.be/dissensus/docannexe.php?id=544.
- « Leo Strauss : filiation néo-conservatrice ou conservatisme philosophique ? », Revue française de science politique, vol. 59, n°5, octobre 2009, p. 873-894.
- « La légitime défense, le « résidu réaliste » du droit international ? », Revue de métaphysique et de morale, n°4 – octobre 2009, p. 443-458.
- « Généalogie, critique de la responsabilité morale et constitution de la subjectivité selon Nietzsche », Revue des sciences philosophiques et théologiques, tome 94/n°4, octobre-décembre 2010, p. 671-689.
- « Nature et limite de la relation d'obéissance : l'autorité dans les Essais de Montaigne », dans Magnard, P., (dir.), Montaigne, « Les Cahiers d’Histoire de la philosophie », Paris, Editions du Cerf, 2010, p. 179-202.
- « Réinventer la liberté ? Benjamin Constant et la « liberté des Modernes » », dans Kévorkian, G., (dir.), La pensée libérale. Histoire et controverses, Paris, Ellipses, 2010, p. 117-130.
- « La Saint-Barthélemy au prisme du machiavélisme. Massacre généralisé et intentionnalité politique », Les Cahiers de la Justice, n°1/2011, p. 15-28.
- « Philosophie et innovation, ou philosophie de l’innovation ? », Klesis, n°18/2011, p. 10-27, accessible à l’adresse : http://www.revue-klesis.org/pdf/Varia02MenissierInnovation.pdf.
- « Le droit et la violence de l’exception. Autour de l’œuvre de Giorgio Agamben », Les Cahiers de la Justice, n°3/2012, p. 75-88.
- « Métamorphoses de l’idée d’empire à la Renaissance », Astérion, n°10 / 2012, http://asterion.revues.org/2235.
- « Nature humaine et auto-institution de l’existence. Le dialogue entre Locke et Rousseau par l’intermédiaire du mythe de Robinson », Annales Jean-Jacques Rousseau, n°50/2012, p. 135-162.
- « Contamination et libre responsabilité. Une réflexion biopolitique à partir de la pandémie grippale de l’hiver 2009 », dans Adam, V., & Revol-Marzouk, L., La Contamination. Lieux symboliques et espaces imaginaires, Paris, Classiques-Garnier, 2012, p. 241-257.
- « Innovation, progrès et utopie. Les sociétés innovantes comme utopies réalisées ? », dans Mustière, Ph., & Fabre, M., Jules Verne. Science, crises et utopies, Nantes, Editions Coiffard, 2013, p. 285-292.
- « Pour une connaissance émotionnelle de la domination. Une lecture des Origines du totalitarisme d’Hannah Arendt », Éthique, Politique Religions, n°1/2012, p. 87-102.
- « La constitution critique du « cinquième pouvoir », une condition pour la démocratie aujourd’hui », Le Philosophoire, n°41, Printemps 2014, p. 243-255.
- « Crise du progressisme et scepticisme en théorie politique », Éthique, Politique, Religions, n°5/2014, p. 97-116
- « La mort aujourd’hui et le risque de « périssement ». Quelle philosophie du mourir pour la réflexion contemporaine sur la fin de vie ? », Études sur la mort. Revue de la Société française de thanatologie, n°147/2015, p. 212-231.
- « Innovation et histoire. Une critique philosophique », Quaderni. Communication, Technologies, Pouvoir, dossier « L’innovation dans tous ses états », n°91, Hiver 2016, p. 43-55.
- (Avec Valérie Lépine & Fabienne Martin-Juchat) « Renouveler les modèles de la communication et de la coopération  par l'improvisation : Org’impro, une recherche-action innovante », Communication et professionnalisation, n°4, 2017, p. 162-178.
- (Avec Fabienne Martin-Juchat) « Du somatique au politique : l’atelier de l’imaginaire », Recherches en Communication, Université Catholique de Louvain, n°42/2017.
- (Avec Fabienne Martin-Juchat), « Se projeter affectivement dans la modernité avancée : action collective, réflexivité, autonomie », Revue Française des Sciences de l’Information et de la Communication, n°14-2018 : https://journals.openedition.org/rfsic/4068.

## Traductions
- Machiavel, Nicolas, Le Prince, traduction, annotations et commentaires, Paris, Hatier, collection « Les Classiques de la philosophie », 1999, 192 pages ; réédition dans la collection « Classiques and Co », 2007.
- Borrelli, Gianfranco, Le côté obscur du Léviathan. Hobbes contre Machiavel, Éditions Garnier, Paris, collection « PolitiqueS » dirigée par Bruno Bernardi et Christian Nadeau, 2016, 253 p.